# Kirche Medenau

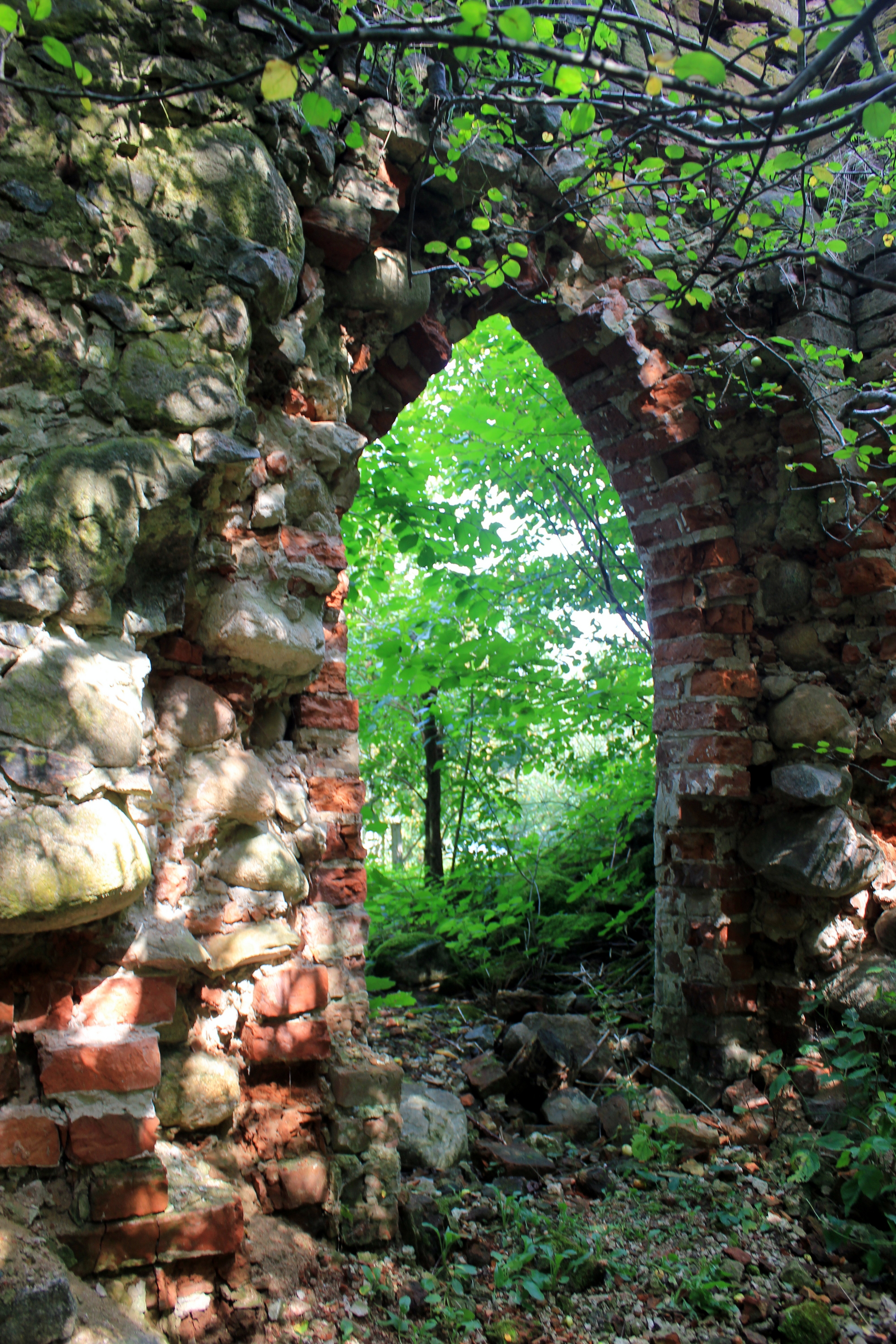
Reste der Medenauer Kirche

Die Evangelische Pfarrkirche in Medenau in Logwino in der russischen Oblast Kaliningrad (ehem. Gebiet Königsberg (Preußen)) war von der Reformation bis 1945 evangelisches Gotteshaus. Aufgrund von rücksichtslosen Zerstörungen in der Sowjetzeit sind heute noch Ruinenreste vorhanden.

## Geographische Lage
Logwino liegt 19 Kilometer nordwestlich der Stadt Kaliningrad an einer Nebenstraße, die die russische Fernstraße A 193 (frühere deutsche Reichsstraße 131) über Schipowka (Bahnhof Powayen) und Tscherepanowo ((Adlig) Powayen) mit der Hauptstraße Pereslawskoje (Drugehnen)–Kumatschowo (Kumehnen)–Kruglowo (Polennen) verbindet. Die nächste Bahnstation ist Schipowka an der Bahnstrecke Kaliningrad–Baltijsk (Königsberg–Pillau), der früheren Ostpreußischen Südbahn. Logwino ist eine Siedlung der Landgemeinde Pereslawskoje (Drugehnen) im Rajon Selenogradsk (Kreis Cranz).
Die Mauerfragmente der Kirche Medenau am südöstlichen Rande des heutigen Ortsbereiches sind zugänglich, aber nur schwer auszumachen, weil zum Teil zugewachsen.

## Geschichte

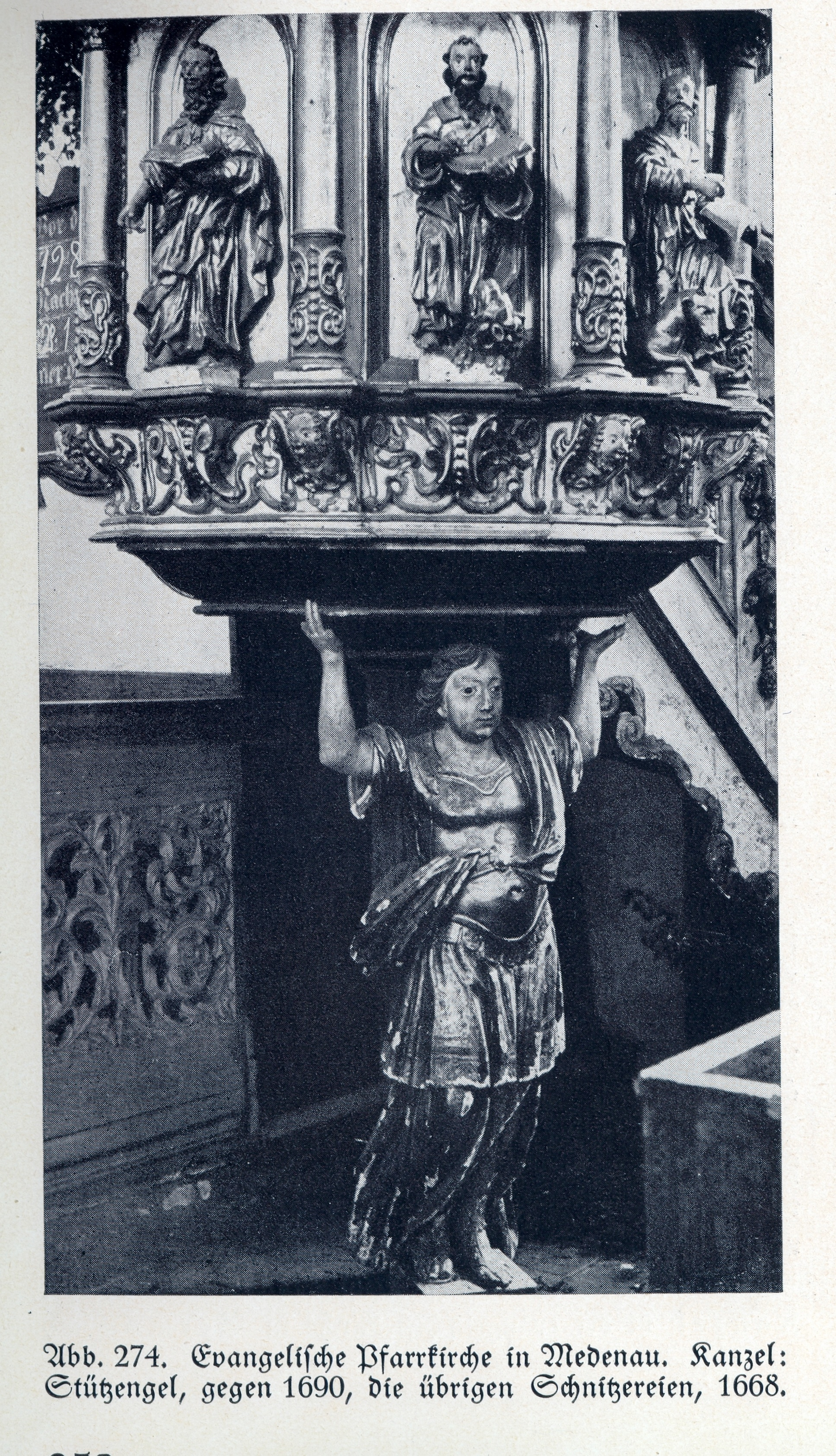
Zerstörte Kanzel, Stützengel, 1668–1690, Bildhauer Joh. Pfeffer (zugeschrieben)

Schon in vorreformatorischer Zeit war Medenau ein Kirchdorf. Von der Reformation bis 1945 wurde die aus dem beginnenden 14. Jahrhundert stammende Kirche als evangelisches Gotteshaus genutzt. Medenau war Pfarrsitz für ein weitflächiges Kirchspiel und gehörte bis 1945 zum Kirchenkreis Fischhausen (heute: Primorsk) innerhalb der Kirchenprovinz Ostpreußen der Kirche der Altpreußischen Union.
Ab dem Jahr 1896 wurde für den Kirchspielort Groß Heydekrug (1939 bis 1945 Großheidekrug, heute russisch: Wsmorje) ein eigener Hilfsprediger bestellt und 1909 ein gesonderter Pfarrbezirk gebildet. 1929 wurde der Ort mit den Dörfern Kaporn (russisch: Spasskoje, jetzt Wsmorje), Klein Heydekrug, Margen, Marschenen (Wolotschajewskoje), Nautzwinkel (Schukowskoje), Pokeiten, Vierbrüderkrug (Kosmodemjanski) und Widitten (Ischewskoje) von Medenau gelöst und zu einer selbständigen Kirchengemeinde Groß Heydekrug erklärt, die 1931 ein eigenes Kirchengebäude erhielt.
Im Jahre 1925 (Volkszählung) zählte Medenau/Groß Heydekrug insgesamt 5.000 Gemeindeglieder, die in 34 Kirchspielorten wohnten. Zum Bereich Medenau gehörten davon 3.000 Gemeindeglieder in 25 Orten.
Aufgrund von Flucht und Vertreibung der einheimischen Bevölkerung in Kriegsfolge kam das kirchliche Leben in Medenau zum Erliegen.
Heute liegt der nunmehr Logwino genannte Ort im Einzugsbereich der evangelisch-lutherischen Gemeinde in Swetly (Zimmerbude), einer Filialgemeinde der Auferstehungskirche in Kaliningrad (Königsberg) in der Propstei Kaliningrad der Evangelisch-lutherischen Kirche Europäisches Russland.

## Kirchengebäude
Bei dem Medenauer Kirchenbauwerk handelt es sich um einen Feldsteinbau mit Ziegelecken, polygonalem Chorabschluss und einem Turm aus Ziegeln. Es stammt vom Anfang des 14. Jahrhunderts und wurde vielleicht als Wehranlage errichtet. Eine ursprünglich flach eingezogene Decke wurde später durch ein Sternengewölbe ersetzt. An der rechten Seite der Orgelempore blieben Reste gotischer Wandmalereien erhalten.
Zur Innenausstattung gehörten neben dem wertvollen Altar zwei gotische Altaraufsätze an den beiden Chorwänden. Der Altartisch entstammte der Erbauungszeit, während der Aufsatz wie auch die Triumphbogenschranke auf 1704 zu datieren war. Die beiden Hauptbilder zeigten das Pfingstwunder und darunter die Kreuzigung Jesu. Zwischen den Säulen standen die vier Evangelisten auf Konsolen.
Die von einem Engel gestützte Kanzel war – wie auch die Emporen – ein Werk aus dem Jahre 1668 mit der Darstellung des Pelikans auf der Tür und einem reich verzierten Schalldeckel. Die verschiedenen Schnitzwerke stammten aus der Zeit des beginnenden 16. Jahrhunderts und waren wohl Teile eines früheren Hochaltars.
Die Orgel wurde 1693/94 durch Johann Josua Mosengel gebaut, sie hatte 15 Register auf einem Manual und Pedal. 1866 ersetzte Max Terletzki dieses Instrument durch einen Neubau mit zwei Manualen, Pedal und 20 Registern in einem neugotischen Gehäuse.
Die Glocken stammten aus dem Jahre 1521.
Den Zweiten Weltkrieg überstand die Kirche unversehrt. Bei dem Versuch, die beiden Glocken zu entfernen, geriet die Kirche im Jahre 1947 in Brand, dessen Feuer sie zerstörte. In den 1950er Jahren sprengte sowjetisches Militär die Mauern, um Baumaterial für die Reparatur von Straßen zu gewinnen. Fragmente der Nordmauer und des Chores (mit dem Portal der Sakristei) sind erhalten. Auf der Innenseite des Turmrestes sind Reste des Kreuzgewölbes der Turmhalle und Ansätze der Turmstiege erkennbar.

### Kirchspielorte
Nach der Abtrennung der Kirche Groß Heydekrugs von Medenau gehörten neben dem Pfarrort noch 24 Kirchspielorte zum Pfarrsprengel Medenaus:
| Name            | Russischer Name |  | Name           | Russischer Name |  | Name        | Russischer Name |  |
| --------------- | --------------- |  | -------------- | --------------- |  | ----------- | --------------- |  |
| Adlig Medenau   |                 |  | *Kondehnen     | Slawjanskoje    |  | Ponaken     | Woroneschskoje  |  |
| Adlig Powayen   | Tscherepanowo   |  | Kosnehnen      |                 |  | Powayen     | Tscherepanowo   |  |
| Bahnhof Powayen | Schipowka       |  | Kragau, Domäne |                 |  | Richthof    |                 |  |
| Dorotheenhof    | Pestschanoje    |  | *Kragau, Dorf  | Prochladnoje    |  | Schuditten  | Orechowo        |  |
| Elenskrug       |                 |  | Lindenau       |                 |  | Sickenhöfen | Murmanskoje     |  |
| *Groß Blumenau  | Kremnjowo       |  | Mossehnen      |                 |  | Warengen    | Kotelnikowo     |  |
| Klein Blumenau  | Kremnjowo       |  | Polepen        | Malinowka       |  | Wischehnen  |                 |  |
| Klein Medenau   |                 |  | Pollwitten     | Rownoje         |  | Ziegenberg  | Podgornoje      |  |

Anmerkung: * = Schulort

### Pfarrer
Von der Reformation bis 1945 amtierten in Medenau 23 Geistliche als evangelische Pfarrer:
| - Johann Cramer, ab 1533 - Michael Beer - Michael Pfulmann, bis 1576 - Nicolaus Gallus, ab 1578 - Hieronymus Mörlin, 1580–1607 - Johann Friccius d. Ä., 1607–1647 - Johann Friccius d. J., 1643–1647 - Jacob Schultz, 1647–1675 - Salopmo Rundstädt, 1675–1676 - Christian Marci, 1676–1691 - Jacob Mältzer, 1691–1725 - Caspar Laurentius Bleibel, 1725–1734 | - Peter Wilhelm Falck, 1732–1768 - Johann Friedrich Gronau, 1768–1800 - Ernst Gottlieb Siebert, 1810–1814 - Johann Daniel Besthorn, 1814–1842 - Ferdinand Ludwig W. Wenetzki, 1843–1847 - Carl Emil Gebauer, 1847–1883 - Hugo Theodor Burdach, 1884–1905 - Friedrich Heinrich Karl Gronau, 1905–1906 - Karl Robert Erdmann Heger, 1906–1923 - Richard Em. Ernst Ademeit, 1924–1939 - Kurt Sulimma, 1939–1943 |

### Kirchenbücher
Von den Kirchenbüchern der Pfarrei Medenau haben sich die Namenslisten für das Kommunikantenregister der Jahre 1796 bis 1808 erhalten und werden im Evangelischen Zentralarchiv in Berlin-Kreuzberg aufbewahrt.